# La Mécanique du Diable
La Mécanique du Diable (titre original : Clockwork) est un roman court de Philip Pullman paru en 1996 qui veut faire frissonner les lecteurs. L’histoire se déroule dans une petite ville d’Allemagne, Glockenheim, dans un temps où les horloges étaient encore mécaniques, durant une nuit d’hiver. Le sentiment de peur est renforcé par le fait que l’histoire terrifiante racontée par un conteur se poursuit dans la réalité. L’histoire ainsi semble prendre vie pour les personnages de l’histoire et pour les lecteurs...